# Chaqué

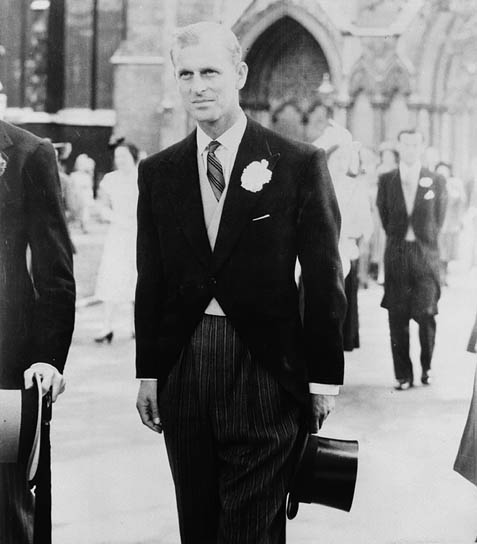
El príncipe Felipe, duque de Edimburgo, en 1951.

El chaqué (del francés jaquette, a su vez de jacques ‘campesinos’, llamados así por el jubón o jaque que vestían habitualmente) es el traje de máxima etiqueta para el hombre. Se utiliza en eventos formales y ceremonias de día (para las noches se utiliza el frac). Sólo el traje regional de cada región tiene el mismo nivel que el chaqué.

## Historia del chaqué
El chaqué comenzó como una prenda utilizada por los caballeros ingleses para montar a caballo, por eso es abierta por detrás, para que caiga por la parte de atrás del caballo. Es una prenda derivada de la casaca como también lo es el frac y durante un tiempo en el siglo XIX se utilizaban indistintamente de noche y de día.
En varios cuadros con escenas de caza se puede ver a caballeros ingleses montando con chaqué de color rojo y pantalones negros.
El uso del chaqué por las mañanas para ir de caza por los caballeros ingleses convirtió la imagen que da esta prenda como a una de las más elegantes para el hombre y por eso se pasó a utilizar en bodas o recepciones oficiales, independientemente de la hora del día. En ocasiones también lo emplean los mayordomos en recepciones de alto nivel.
Es uno de los trajes más utilizados en distintos continentes y culturas; además de constituirse en un negocio dedicado a su venta y alquiler.

## Partes del chaqué

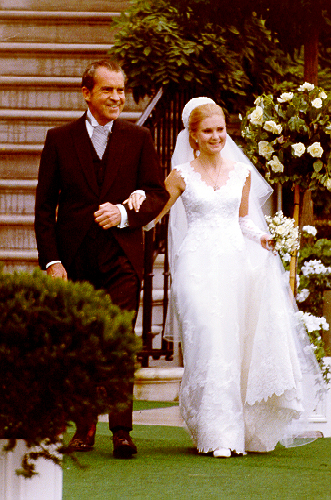
El presidente Nixon con chaqué acompañando a su hija en su boda.

El chaqué se compone de cuatro piezas más los complementos, muy importantes.
- Levita. Es quizá la parte más vistosa porque es la más grande. Como en el caso del frac, lleva cola, pero es más larga y redondeada. Suele ser negro o en tonos grises[5] y a veces otros colores. Así mismo, existe el chaqué francés, el más largo, y el chaqué inglés con una cola varios centímetros más corta que la anterior.[6]
- Chaleco. Los más normales son el gris para la gente joven y el negro para los más mayores. El negro puede ser con vivo o sin él. También puede llevarse un chaleco de color.
- Pantalón.
- Corbata.
- Corbatón (para novios).[7]

Además estarían los complementos que serían:
- Camisa.
- Gemelos.
- Zapatos.
- Sombrero de copa.
- Guantes.
- Spats.